# Gråhovedet albatros
Gråhovedet albatros (Thalassarche chrysostoma) er en stormfugl, der lever på den sydlige halvkugle. Fuglen er er en stor havfugl fra albatrosfamilien. Den lever på øer i det sydlige havområde i det Arktiske Hav. Dens navn stammer fra fuglens karakteristiske aske-grå hoved og øvre hals. I 2004 estimerede man, at der findes omkring 250.000 gråhovedede albatrosser.